# Mosquiter d'ulleres de Java
El mosquiter d'ulleres de Java (Phylloscopus grammiceps) és una espècie d'ocell de la família dels fil·loscòpids (Phylloscopidae). És endèmic de l'illa de Java, a Indonèsia. Els seus hàbitats principals són Els seus hàbitats principals són els boscos tropicals i subtropicals de frondoses humits de l'estatge montà. El seu estat de conservació es considera de risc mínim.